# Rivoltoso Sconosciuto
Il Rivoltoso Sconosciuto (in cinese 王維林S, Wángwéi línP, in inglese Unknown Rebel o Tank Man, lett. "uomo del carro armato") è un anonimo uomo cinese divenuto famoso quando, il 5 giugno 1989, il giorno dopo della protesta di piazza Tienanmen, a Pechino, si parò davanti ad alcuni carri armati impedendone l'avanzata. I filmati e fotografie dell'accaduto vennero diffusi dai mezzi d'informazione in tutto il mondo.

## Storia

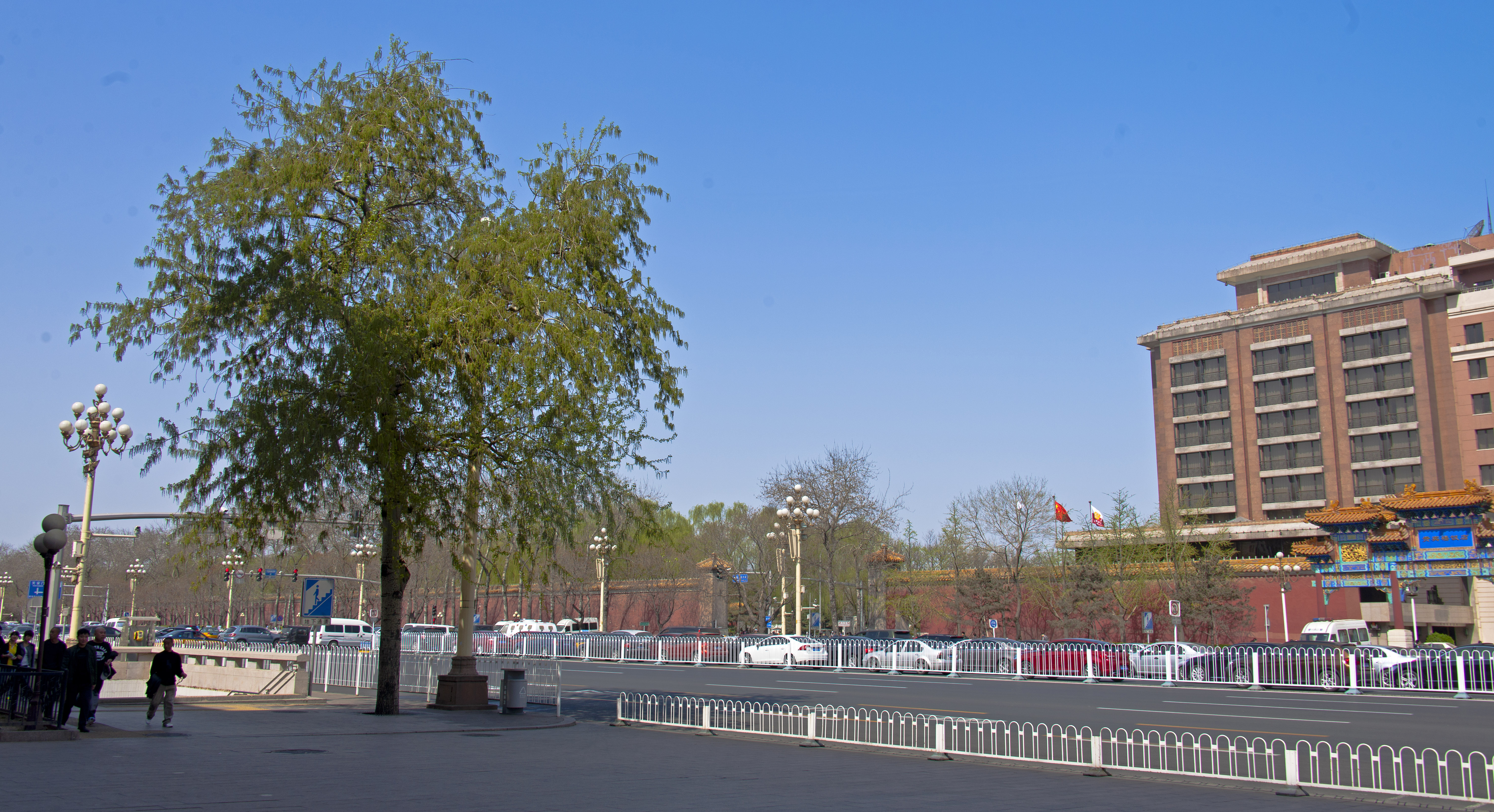
Il viale Chang'an nel 2014.

Il fatto ebbe luogo nel grande viale Chang'an, nell'angolo a nord-ovest di piazza Tienanmen e lungo la strada verso la Città Proibita di Pechino, il 5 giugno 1989, il giorno dopo che il governo cinese represse brutalmente la protesta. L'uomo si mise in mezzo alla strada e bloccò l'avanzata dei carri armati. Stuart Franklin, inviato per il Time, disse al New York Times: "A un certo punto, si sentirono spari e i carri armati presero a venire verso di noi, lasciando piazza Tienanmen alle spalle, finché furono bloccati da un singolo manifestante."
Era vestito con una camicia bianca e pantaloni neri e aveva due borse della spesa. Quando i carri armati si fermarono, l'uomo gesticolò verso di loro con una delle sue borse. Come risposta, il carro armato di fronte cercò di aggirarlo, ma l'uomo ripetutamente si rimise sulla traiettoria del carro armato in un'azione nonviolenta. Dopo alcuni inutili tentativi di aggirare l'uomo, il primo carro armato spense i motori, e così fecero anche i veicoli corazzati della colonna. Vi fu una pausa, con l'uomo e i carri armati che si fronteggiavano in silenzio.
A quel punto, l'uomo salì sul primo carro armato e, dal filmato dell'accaduto, sembrò gridare qualcosa nelle varie aperture della torretta del carro armato. Salì poi in cima alla torretta e sembrò avere una breve conversazione con un membro dell'equipaggio, e poi l'uomo scese dal carro armato. Il comandante del carro apparve per un istante dalla sua botola, quindi il carro fece ripartire i motori. A questo punto l'uomo, che era a circa un metro o due a lato del carro, si riportò rapidamente di fronte allo stesso, e si tornò in una situazione di stallo. Il filmato mostra quindi due individui vestiti di blu portare via l'uomo e sparire con lui; i carri armati proseguirono. I testimoni oculari non sanno dire chi avesse portato via l'uomo. Il fotografo Charlie Cole, inviato sul luogo per Newsweek, sostenne che furono agenti del governo cinese, mentre Jan Wong, inviato per The Globe and Mail, pensò che l'uomo fosse stato portato via da passanti preoccupati per la sua sorte.

## Ipotesi
Il giornale Time riportò che secondo alcuni potrebbe trattarsi di Wang Weilin, uno studente di 19 anni, ma non si hanno certezze in proposito. Quando un anno dopo i giornalisti statunitensi chiesero al leader cinese Jiang Zemin che fine avesse fatto l'uomo, rispose "Penso che non sia mai stato ucciso". In Red China Blues: My Long March from Mao to Now, libro del 1996, Jan Wong scrisse che l'uomo era ancora vivo e residente in Cina.
Il commentatore politico statunitense Bruce Herschensohn, uomo che fu molto vicino al presidente degli Stati Uniti Richard Nixon, in un discorso al Circolo Presidenziale nel 1991 affermò che l'uomo fu giustiziato 14 giorni dopo i fatti di Tienanmen. In un articolo dell'Apple Daily di Hong Kong del giugno 2006 si è sostenuto che l'uomo risiederebbe a Taiwan.
All'inizio del 2009, secondo l'agenzia di stampa AsiaNews, Wang Lianxi (questo il nome attribuito dalla fonte al Rivoltoso Sconosciuto), rilasciato prima delle Olimpiadi di Pechino, nel 2007, dopo aver scontato 18 anni di carcere, sarebbe stato internato in un ospedale psichiatrico dove, all'epoca, era ancora trattenuto.

## Fotografie
Esistono cinque versioni diverse di fotografie che ritraggono l'evento e che non sono state distrutte dai servizi segreti cinesi. L'ultima, che riprende la scena da terra, è stata pubblicata solo nel 2009. Una versione molto diffusa e di pubblico dominio è quella scattata dal fotografo Jeff Widener della Associated Press dal sesto piano dell'hotel di Pechino, lontano all'incirca 800 metri, con una macchina fotografica dotata di un obiettivo da 400 mm e di un moltiplicatore di focale. Un'altra versione è quella del fotografo Stuart Franklin della Magnum Photos. La sua fotografia è più vasta rispetto a quella di Widener, e mostra più carri armati di fronte all'uomo. Nel 1990 il fotografo Charlie Cole del Newsweek, con la sua versione della foto, vinse il premio World Press Photo; lo scatto è diventato il simbolo della rivolta contro il governo cinese. Nel 2003 la sua versione è stata inserita nella rubrica "Le 100 foto che hanno cambiato il mondo" della rivista Life. Cole e Franklin fotografarono dallo stesso balcone.
Questa fotografia si diffuse in tutto il mondo in breve tempo diventando il titolo di testa di tutti i giornali e delle maggiori riviste, mentre il rivoltoso divenne il personaggio principale di innumerevoli articoli in tutto il mondo; nell'aprile del 1998, la rivista Time ha incluso "Il Rivoltoso Sconosciuto" nella sua lista de "Le persone che più hanno influenzato il XX secolo". Ma come la stessa rivista scrive, citando uno dei leader del movimento pro-democratico cinese, "gli eroi nella fotografia del carro armato sono due: il personaggio sconosciuto che rischiò la sua vita piazzandosi davanti al bestione cingolato e il pilota che si elevò all'opposizione morale rifiutandosi di falciare il suo compatriota".